# Gorni Lom
Gorni Lom (Bulgaars: Горни Лом) is een dorp in het noordwesten van Bulgarije, gelegen in de gemeente Tsjoeprene in oblast Vidin. Het dorp ligt hemelsbreed ongeveer 59 km ten zuidwesten van de regionale hoofdstad Vidin en 99 km ten noordwesten van de nationale hoofdstad Sofia.

## Bevolking
Het dorp Gorni Lom had bij de laatste officiële volkstelling van 7 september 2021 een inwoneraantal van 608 personen. Dit waren 117 mensen (-16,1%) minder dan 725 inwoners bij de census van 1 februari 2011. De gemiddelde jaarlijkse groei in die periode komt daarmee uit op -1,6%, hetgeen lager is dan het landelijk jaarlijks gemiddelde over deze periode (-1,14%). Het aantal inwoners vertoont al vele jaren een dalende trend: in 1946 had het dorp nog een recordaantal van 1.829 inwoners.
- 1934 1811
Koninkrijk Bulgarije
- 1946 1829
Volksrepubliek Bulgarije
- 1956 1783
Volksrepubliek Bulgarije
- 1965 1577
Volksrepubliek Bulgarije
- 1975 1382
Volksrepubliek Bulgarije
- 1985 1240
Volksrepubliek Bulgarije
- 1992 1049
Republiek Bulgarije
- 2001 919
Republiek Bulgarije
- 2011 725
Republiek Bulgarije
- 2021 608
Republiek Bulgarije

- Koninkrijk Bulgarije
- Volksrepubliek Bulgarije
- Republiek Bulgarije

In het dorp wonen grotendeels etnische Bulgaren. In de optionele volkstelling van 2011 identificeerden 538 van de 712 ondervraagden zichzelf met de Bulgaarse etniciteit - 75,6% van de bevolking. Alle overige 174 inwoners identificeerden zichzelf als etnische Roma (24,4%). 
| Etnische samenstelling van de respondenten (2011) | Etnische samenstelling van de respondenten (2011) | Etnische samenstelling van de respondenten (2011) | Etnische samenstelling van de respondenten (2011) | Etnische samenstelling van de respondenten (2011) |
| ------------------------------------------------- | ------------------------------------------------- | ------------------------------------------------- | ------------------------------------------------- | ------------------------------------------------- |
|                                                   |                                                   |                                                   |                                                   |                                                   |
| Bulgaren                                          | Bulgaren                                          |                                                   | 75,6%                                             | 75,6%                                             |
| Turken                                            | Turken                                            |                                                   | 0,0%                                              | 0,0%                                              |
| Roma                                              | Roma                                              |                                                   | 24,4%                                             | 24,4%                                             |
| Anders/Onbekend                                   | Anders/Onbekend                                   |                                                   | 0,0%                                              | 0,0%                                              |